# Star Trek II - Khans hævn
Star Trek II - Khans hævn er en amerikansk science fiction-film fra 1982, instrueret af Nicholas Meyer.

## Medvirkende
- William Shatner som James T. Kirk
- Leonard Nimoy som Spock
- DeForest Kelley som Dr. Leonard McCoy
- James Doohan som Montgomery "Scotty" Scott
- George Takei som Hikaru Sulu
- Walter Koenig som Pavel Chekov
- Nichelle Nichols som Nyota Uhura
- Bibi Besch som Dr. Carol Marcus
- Merritt Butrick som Dr. David Marcus
- Paul Winfield som Clark Terrell
- Kirstie Alley som Saavik
- Ricardo Montalban som Khan Noonien Singh
- Judson Scott som Joachim (ukrediteret)